# Antônio Carlos Arroyo
Antônio Carlos Ribeiro Arroyo (Nova Granada, 23 de agosto de 1953) é um político brasileiro eleito deputado estadual de Mato Grosso do Sul. É um dos donos da empresa Arroyo Agropecuária.
É deputado estadual desde 1999, exercendo atualmente seu terceiro mandato. É formado em engenharia e foi secretário estadual de Obras do governo de Pedro Pedrossian entre 1980 e 1982. É proprietário rural. Já foi filiado ao PDS, PTB, PL e agora é filiado ao PR.
É um dos seis deputados estaduais de Mato Grosso do Sul com ocorrências na Justiça e Tribunal de Contas. As pretações de contas dos exercícios de 1991 e 1992 do PDS, sob sua presidência, foram julgadas irregulares pelo Tribunal de Contas da União. Faz parte da bancada ruralista da Assembleia Legislativa de Mato Grosso do Sul.
Uma força tarefa criada pelo Ministério Público para investigar o mensalão de Zeca do PT, suposto esquema de pagamentos a parlamentares em troca de apoio político ao ex-governador, apontam a participção de Arroyo no esquema como um dos deputados beneficiados pelos pagamentos irregulares.